# El soltero inocente
El soltero inocente (A Bedtime Story, 1933) es una película de comedia romántica estadounidense de 1933, anterior a la Época pre-code, protagonizada por Maurice Chevalier, Edward Everett Horton y Helen Twelvetrees. La película fue dirigida por Norman Taurog.

## Argumento
Monsieur René (Maurice Chevalier) es un mujeriego que lleva una vida de soltero despreocupada en París. Cuando un día encuentra un niño abandonado, decide cuidarlo. Lo adopta y contrata a la corista Sally (Helen Twelvetrees) como niñera , lo que atrae la ira de su prometida Paulette (Adrienne Ames), quien lo abandona. Como todos lo ven como el verdadero padre del niño, René ya no puede dedicarse a sus actividades románticas con la soltura que antes.

## Reparto
| Actor/Actriz          | Personaje                 |
| --------------------- | ------------------------- |
| Maurice Chevalier     | Monsieur Rene             |
| Helen Twelvetrees     | Sally                     |
| Edward Everett Horton | Victor Dubois             |
| Adrienne Ames         | Paulette                  |
| Baby LeRoy            | Monsieur "Baby"           |
| Earle Foxe            | Max de l'Enclos           |
| Leah Ray              | Mademoiselle Gabrielle    |
| Betty Lorraine        | Suzanne Dubois            |
| Gertrude Michael      | Louise                    |
| Ernest Wood           | Robert                    |
| Reginald Mason        | Padre del General Louse   |
| Henry Kolker          | Agente de policía         |
| George MacQuarrie     | Henry Joudain             |
| Paul Panzer           | Conserje                  |
| Frank Reicher         | Aristide                  |
| George Barbier        | Vendedor de juguetes      |
| Florence Roberts      | cliente de la floristería |

## Producción
La película se destacó por la actuación del bebé LeRoy, un niño de un año que había sido seleccionado de un orfanato por Chevalier y Taurog por su encanto. Cuando fue necesario volver a filmar ciertas escenas, descubrieron que al bebé ya le habían crecido dos dientes frontales, aunque en las escenas posteriores se mostrarían las encías al descubierto. No hubo forma de evitarlo.
La película se estrenó el 22 de abril de 1933 en Boston, Buffalo, Chicago, Los Ángeles y Minneapolis, con una recaudación total de 90.900 dólares en la primera semana.